# 御坊市歌
「御坊市歌」（ごぼうしか）は、和歌山県御坊市が制定した市歌である。作詞・西川好次郎、作曲・片山頴太郎。

## 解説
1954年（昭和29年）に日高郡御坊町他4村の新設合併により御坊市が発足したことを記念して市章のデザインと同時に歌詞の懸賞募集を行い、制定されたものである。入選者の西川は日高郡美山村（現在の日高川町）在住で6年前に「和歌山県民歌」を作詞しており、御坊市と同年には兵庫県の「宝塚市歌」でも入選している。作曲は当時和歌山大学教授であった片山に依頼された。
御坊市役所では制定時「市のあらゆる行事において斉唱されることになった」とされ、平成後期には「市民総体等のイベント時に使われている」としていたが、演奏の機会減少により市民の間で市歌の存在が知られていない状況のため、2021年（令和3年）より市の公式サイト上で楽譜と音源が掲載されるようになった。